# オーストラリアウンバチクラゲ
オーストラリアウンバチクラゲ（濠太剌利海蜂水母、学名: Chironex fleckeri）は、箱虫綱（立方クラゲ類） Cubozoa に属するクラゲ。通称は属名であるキロネックス。また英名では シーワスプ Sea Wasp（海のスズメ蜂）と呼ばれる。

## 発見
本種の発見はクイーンズランド州の医師 Hugo Flecker による。1955年1月、彼は5歳の男児がクラゲに刺されて、わずか数分で死んだことを知り、網によって3種のクラゲを捕獲したが、その中に未知のクラゲが含まれていた。このクラゲはアデレードの動物学者 Ronald Vernon Southcott によって新種と同定された。属名はギリシア語 cheiro（手）、nex（殺人者）に由来し、種小名は発見者Fleckerへの献名である。

## 分布
インド洋南部からオーストラリア西方近海に生息。

## 特徴
ハブクラゲ縁の、熱帯性の立方クラゲの1種。立方クラゲ類の最大種であり、傘高は30 - 50 cm、傘の四隅にある葉状体（立方クラゲ類が持つ、葉のような形状をした触手の基部）から最多で15本ずつ伸びる触手は最長で4.5 mほどに達する。
本種は地球上で最も強い毒性を持つクラゲとして知られ、触手に触れた小魚や甲殻類を瞬時に殺して捕食する。この毒はヒトに対しても極めて有害であり、刺されると耐え難い程の激痛を感じ、次いで刺傷箇所の壊死・視力低下・呼吸困難・心停止等の症状が現れ1 - 10分程で死に至る。刺傷箇所がごく小範囲であれば一命を取り留めることもあるが、傷跡は残ることが多い。
傘が半透明のため水中での視認が困難であり、加えて触手がアンドンクラゲやハブクラゲよりも多く長いために気付かずに接触してしまうという事が起こりやすい。昼行性であることもあり、海水浴客にとっては非常に危険な生物である。
毒成分は数十種類の高分子タンパク質から成る複合毒。これらのタンパク毒は溶血性や皮膚壊死性、心臓毒性などを示すことが分かっている。この中でも心臓毒性が他の立方クラゲ（ハブクラゲ、フクロクジュクラゲ、Carybdea rastoni）と比べて強く、本種の危険性の主要因と考えられる。
1.5 m/s以上の速度で進むことが出来る強い遊泳力と、傘の四方に6個ずつ、合わせて24個の眼点を持ち、積極的に獲物を探し回る。眼点は虹彩・角膜・網膜を備えた高度なものであり、脳と呼べるような中枢神経系はないものの、物体の動きや色を認識することができるという。

## 対策

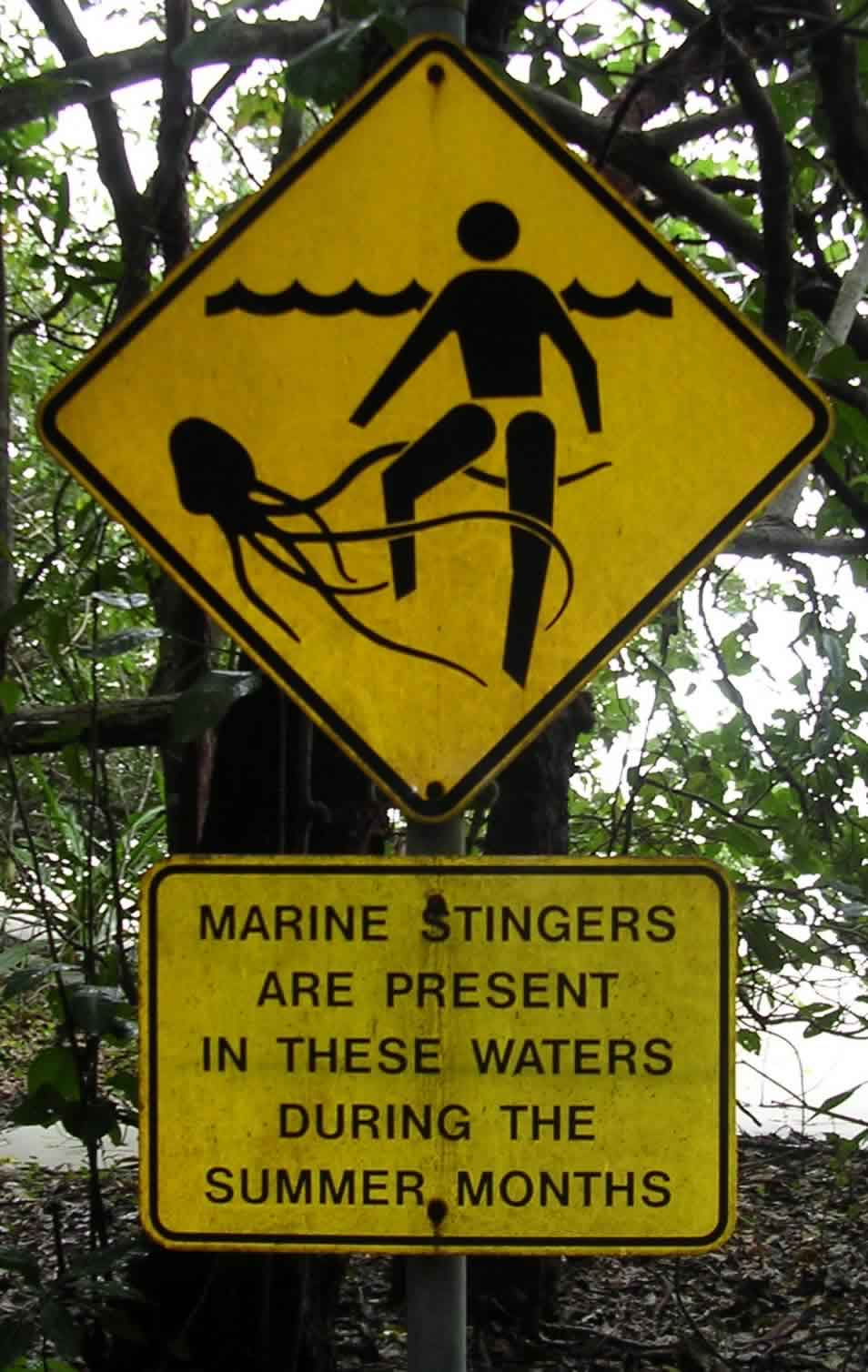
オーストラリアウンバチクラゲ注意の看板

本種は「殺人クラゲ」と呼ばれて現地では恐れられ、海水浴場周辺では、防護ネットや金網等を張って本種の侵入を防ぐようにしている。しかし、未だに刺傷被害は後を絶たず、現地ではその対応に苦慮している。天敵としてウミガメが存在するが、個体数が遥かに少ないため当てにはならない。
刺された場合は、速やかに陸に上がり、刺傷箇所に酢をかけて刺胞を失活させてから貼り付いた触手を取り除く。その後、一刻も早く医療機関へと搬送し、解毒剤を投与する。しかし本種の毒性はあまりに強いため、解毒剤を打つ前に手遅れになることも多い。
皮膚などの生体表面への化学的接触が無ければ刺胞は発射されないため、ウェットスーツやラッシュガード、ストッキング等の衣服を着用することで、刺される可能性を低減できる。
他にも現地では、同じ立方クラゲ類に属するイルカンジクラゲと呼ばれるいくつかの種（Carukia barnesi、Malo kingi）が、死亡例のある危険なクラゲとして恐れられている。